# Marquesado de Alella
El marquesado de Alella es un título nobiliario español creado por la reina regente María Cristina de Habsburgo-Lorena y concedido, en nombre de Alfonso XIII, a favor de Camilo Fabra y Fontanills, senador del Reino y alcalde de Barcelona, mediante real decreto del 14 de marzo de 1889 y despacho expedido el 3 de junio del mismo año.
Su denominación hace referencia al municipio de Alella (Barcelona), localidad de veraneo del primer titular.

## Marqueses de Alella
|                                                 | Titular                                         | Periodo                                         |
| Creación por María Cristina de Habsburgo-Lorena | Creación por María Cristina de Habsburgo-Lorena | Creación por María Cristina de Habsburgo-Lorena |
| ----------------------------------------------- | ----------------------------------------------- | ----------------------------------------------- |
| I                                               | Camilo Fabra y Fontanills                       | 1889-1902                                       |
| II                                              | Fernando Fabra y Puig                           | 1902-1944                                       |
| III                                             | María Eugenia Fabra y Boada                     | 1945-                                           |
| IV                                              | Juan Peláez y Fabra                             | 1967-hoy                                        |

## Historia de los marqueses de Alella
- Camilo Fabra y Fontanills (Barcelona, 9 de febrero de 1833-24 de junio de 1902), I marqués de Alella, industrial, diputado provincial por Berga (1874-1875) y por Barcelona (1875-1876), diputado a Cortes por Barcelona (1876-1879, 1881-1884, 1884-1886 y 1886-1889), senador por Barcelona (1891-1892) y senador vitalicio (1894-1901), alcalde de Barcelona en 1893, comendador de la Orden de Carlos III, de la Orden de la Beneficencia y de la Orden de la Corona de Italia, oficial de la Legión de Honor.[1][3]

Casó en 1858 con Dolores Puig y Cerdá, hija de su socio comercial Fernando Puig y Gibert y su esposa Dolores Cerdá. El 5 de noviembre de 1902 le sucedió su hijo:
- Fernando Fabra y Puig (Barcelona, 6 de marzo de 1866-12 de julio de 1944), II marqués de Alella, industrial, diputado provincial por Barcelona (1898-1903), senador por Barcelona (1907-1910 y 1910-1914) y por Gerona (1914-1916), alcalde de Barcelona (1922-1923), miembro de la Asamblea Nacional creada por Primo de Rivera (1927-1929), Gran Cruz de Isabel la Católica, Gran Cruz del Mérito Militar con distintivo blanco, caballero de la Orden de Carlos III, oficial de la Legión de Honor.[1][5]

Casó el 29 de octubre de 1891, en Barcelona, con María de Senmenat y Patiño (m. 1899). El 27 de enero de 1957 le sucedió su nieta:
- María Eugenia Fabra y Boada (Alella, 13 de agosto de 1920-1969), III marquesa de Alella, III marquesa de Aguilar de Vilahur. Era hija de Juan Fabra y Senmenat (1892-1937), II marqués de Aguilar de Vilahur —hijo del segundo marqués— y su esposa Adela Boada y Ribas.[4]

Casó el 17 de julio de 1939 con Dionísio Peláez y Latorre. El 12 de mayo de 1967, previa orden del 14 de marzo del mismo año para que se expida la correspondiente carta de sucesión (BOE del 23 de marzo), le sucedió, por cesión, su hijo:
- Juan Peláez y Fabra (n. Madrid, 21 de mayo de 1940), IV marqués de Alella, IV marqués de Aguilar de Vilahur, abogado, Cruz de Honor de San Raimundo de Peñafort, miembro de la Asociación de Hidalgos a Fuero de España.[6]

Casó en primeras nupcias con Inés de Sarriera y Fernández de Muniain y en segundas con Macarena Herrero y Pérez-Gamiz.